# Oued Ellil (délégation)
Oued Ellil est une délégation tunisienne dépendant du gouvernorat de la Manouba.
| Hommes | Classe d’âge | Femmes |
| ------ | ------------ | ------ |
| 1 119  | 75 ou +      | 1 282  |
| 5 236  | 60-74 ans    | 5 304  |
| 7 773  | 45-59 ans    | 7 797  |
| 9 074  | 30-44 ans    | 9 480  |
| 8 212  | 15-29 ans    | 7 955  |
| 9 204  | 0-14 ans     | 8 604  |